# Целлер, Франк
Франк Целлер (нем. Frank Zeller; род. 23 апреля 1969, Гинген-на-Бренце) — немецкий шахматист, международный мастер (2001), тренер.
С 1992 года проживает в Тюбингене, где окончил университет по специальности история и философия. 

## Книги
- Anti-Anti-Sizilianisch – Mureys Gegengift 1. e4–c5 2. c3–b6. Schachverlag Kania, Schwieberdingen 2005, ISBN 3-931192-31-8. (Первое издание 1996)
- Sizilianisch im Geiste des Igels. Schachverlag Kania, Schwieberdingen 2000, ISBN 3-931192-15-6.
- Das Tübinger Meisterturnier 2001. Promos, Pfullingen 2002, ISBN 3-885020-26-2.
- Einblicke in die Meisterpraxis. Schachverlag Kania, Schwieberdingen 2004, ISBN 3-931192-27-X.